# 内航海運組合法
内航海運組合法（ないこうかいうんくみあいほう、昭和32年6月1日法律第162号）は、内航海運事業を営む者が、その経済的地位の改善を図るため内航海運組合を結成することができるようにし、もって内航海運事業の安定を確保し、国民経済の健全な発展に資することに関する法律である。

## 構成
- 第一章　総則（第1条・第2条）
- 第二章　内航海運組合 
  - 第一節　通則（第3条―第7条）
  - 第二節　事業及び調整規程（第8条―第18条）
  - 第三節　組合員（第19条―第25条）
  - 第四節　設立（第26条―第30条）
  - 第五節　管理（第31条―第51条）
  - 第六節　解散及び清算（第52条―第55条）
- 第三章　内航海運組合連合会（第56条―第58条）
- 第四章　事業活動の規制に関する命令（第59条―第62条）
- 第五章　雑則（第63条―第69条）
- 第六章　罰則（第70条―第75条）
- 附則